# Valentina Grizodúbova
Valentina Stepanovna Grizodúbova (en rus: Валентина Степановна Гризодубова, ucraïnès: Валентина Степанівна Гризодубова) (Khàrkiv, 10 de maig de 1909 - Moscou, 28 d'abril de 1993) va ser un militar i política russa, aviadora de la Força Aèria Soviètica. Va ser considerada una de les primeres dones pilot de la Unió Soviètica i guardonada amb el títol d'Heroïna de la Unió Soviètica i el d'Heroïna del Treball Socialista.

## Orígens i pre-guerra
Nascuda a Khàrkiv, a la governació de Khàrkiv de l'Imperi Rus, actual Ucraïna, va ser filla de Stepan Vasílievitx Grizodubov, un dissenyador pioner d'avions. A l'edat de catorze anys, va fer volar en solitari un planador. Tocava el piano i es va graduar en un conservatori i a l'Institut Politècnic de Khàrkiv, tenint coneixement de diverses llengües. L'any 1929 es va graduar al Club de vol Penza de l'associació paramilitar OSOAVIAJIM. També va entrenar a l'Escola de Vol de Khàrkiv.
El 1933 es va graduar de l'Escola avançada de vol de Tula. Allà es va convertir en instructora de vol i va entrenar a 86 pilots masculins, molts dels quals es van convertir en Herois de la Unió Soviètica. Entre 1934 i 1938 va volar en un esquadró de "Propaganda" que portava el nom de Maksim Gorki.
Va fer volar molts tipus d'avions i va establir set rècords mundials incloent un sobre l'altitud més alta aconseguida mai abans per una pilot en un hidroavió de dues places, 3.267 metres el 15 d'octubre de 1937, (FAI Record File Number 121.16) tres registres de velocitat i un per a vols de llarga distància entre Moscou i Aktobé (a Kazakhstan), juntament amb Marina Raskova.
Del 24 al 25 de setembre de 1938 va completar, com a comandant i juntament amb Marina Raskova i Polina Ossipenko, el vol de 5.908,61 quilòmetres en 26 hores i 29 minuts aproximadament. D'aquesta forma, a bord del Ródina (en català "Pàtria"), un avió Túpolev ANT-37bis, establiren un nou rècord mundial femení, el del major vol a distància en línia recta (FAI Record File Number 10444). Abans del seu vol històric, ja havia acumulat 5.000 hores de vol i, juntament amb la seva tripulació, es va convertir en una de les primeres dones reconegudes amb el títol d'Heroïna de la Unió Soviètica el 2 de novembre de 1938, rebent també una recompensa de 25.000 rubles.

## Guerra germano-soviètica
Des del març del 1942 va participar en la guerra germano-soviètica. Va ser nomenada comandant en cap del 101è Regiment Aeri de Llarg Abast, format el maig de 1942, que constava de prop de tres-cents homes: pilots, navegants, enginyers i personal de suport terrestre. La seva unitat estava equipada amb avions Lisunov Li-2, aeronaus de transport, equiparats als Douglas DC-3 construïts sota llicència, amb pilots requisats de la Flota Aèria Civil.
Els Li-2 del regiment tenien una tripulació de sis aviadors: pilot, copilot, oficial de navegació, tècnic de vol, operador de ràdio i tirador aeri. La unitat tenia inicialment la tasca de bombardejar les tropes enemigues, volar a partisans i - el juny de 1942 - ajudar a subministrar els assetjats de Leningrad. Posteriorment, es va ordenar al regiment que bombardegés unitats de la Wehrmacht que havien trencat els fronts de Briansk i del Sud-Oest i es dirigien cap a Vorónej. Grizodúbova va comandar el seu regiment gairebé totes les nits, superant fortes defenses antiàeries i combatents de caces nocturns de la Luftwaffe a les zones de Kursk, Oriol i Lgov.
El setembre de 1942, el 101è Regiment va ser posat a disposició de la seu central del Moviment Partisà. La unitat va volar més de 1.850 sortides cap a zones controlades per partisans, lliurant al voltant de 1.500 tones d'armes i municions i centenars de tones d'equips de ràdio, premses d'impressió, càmeres de cinema i material de lectura, per a nuclis de partisans soviètics. El regiment també va evacuar a 2.500 partisans ferits, així com orfes sense llar. No obstant això, les pobres pistes d'aterratge i els combatents enemics van ser una amenaça constant per als Li-2 i les seves tripulacions. A iniciativa de Grizodúbova, el març de 1943, els partisans van construir una pista aèria millorada a la riba dreta del riu Dnièper, on es podien aparcar fins a una dotzena d'aeronaus durant el dia. El 27 de maig de 1944, el seu regiment va obtenir el títol honorífic de Krasnosel'skiy per haver participat en el trencament del setge de Leningrad. Quan Grizodúbova va ser recordada a Moscou, el juny de 1944, havia volat prop de 200 sortides. Dos mesos més tard, el 30 d'agost, el Regiment va ser guardonat amb l'Orde de la Bandera Roja i, més tard, l'honor de "Guàrdies".

## Post-guerra i llegat

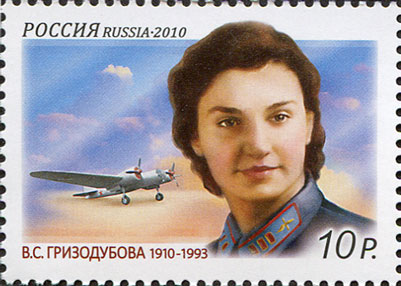
Segell rus amb la imatge de Grizodúbova amb l'avió Ródina al fons.

Durant la dècada de 1940 va servir com a única dona a la "Comissió estatal extraordinària per a comprovar i investigar delictes perpetrats pels invasors germano-feixistes i els seus còmplices" (Chrezvychainaia gosudarstvennaia komissiia or Чрезвычайная Государственная Комиссия; ChGK), designada per a investigar els crims de guerra dels nazis a la Unió Soviètica i compensar l'estat per danys i perjudicis. També va ajudar a la futura cosmonauta Svetlana Savítskaia a convertir-se en pilot de proves.
Grizodúbova va ser declarada ciutadana honorífica de la ciutat de Penza. Així mateix, hi ha un monument a Moscou dedicat a ella.

## Premis i reconeixements
Els guardons que obtingué van ser:
- Heroïna de la Unió Soviètica (2 novembre 1938)
- Heroïna del Treball Socialista (6 gener 1986)
- Dos Ordes de Lenin (2 novembre 1938 i 6 gener 1986)
- Orde de la Revolució d'Octubre (26 abril 1971)
- Orde de la Guerra Patriòtica 1a classe (12 març 1943)
- Orde de la Bandera Roja del Treball (25 desembre 1936)
- Orde de l'Estrella Roja (19 desembre 1937)
- Medalles de campanya i jubileu